# سیارک ۱۷۵۰۸
سیارک ۱۷۵۰۸ (به انگلیسی: 17508 Takumadan، نامگذاری:1992JH) هفده هزار و پانصد و هشتمین سیارک کشف شده‌است که در ۳ مه ۱۹۹۲ کشف شد.